# BitPay
BitPay是一家美国比特币支付服务提供商，为商家提供比特币和比特币现金支付处理服务。其总部位於佐治亚州亚特兰大，由托尼·加利皮和斯蒂芬·派尔于2011年5月创立。